# Ficus leptocalama
Ficus leptocalama är en mullbärsväxtart som beskrevs av Edred John Henry Corner. Ficus leptocalama ingår i släktet fikonsläktet, och familjen mullbärsväxter. Inga underarter finns listade i Catalogue of Life.